# ÔôôôÔ !
 (février 2020).
Si vous disposez d'ouvrages ou d'articles de référence ou si vous connaissez des sites web de qualité traitant du thème abordé ici, merci de compléter l'article en donnant les références utiles à sa vérifiabilité et en les liant à la section « Notes et références ».
ôôôôÔ ! (ainsi typographié) était un habillage d'antenne français englobant les dessins animés sur France Ô du 29 août 2011 au 15 août 2014. Après l'arrivée de programmes jeunesses aux mêmes horaires sur France 4, l'émission disparaît vers juin 2014. Certains programmes comme H2O restent diffusés sur la chaîne et d'autres comme La Famille Delajungle et Foot 2 rue passent sur France 4 dans Ludo.

## Principe
France Télévisions ne diffusait plus de dessins animés après l'école depuis un certain temps, comme France Ô ne diffusait plus de dessins animés depuis longtemps aussi. À la rentrée 2011, France Ô lance sa case jeunesse où sont diffusés dessins animés et séries après l'école et en matinée le week-end (aujourd'hui uniquement après l'école).
En 2013, ôôôôÔ ! ne possède plus son propre mini-site sur franceo.fr.
À la suppression de la case jeunesse, France Ô ne propose plus de dessins animés destinés à la jeunesse de façon régulière.

## Horaires de diffusion
- Du lundi au vendredi de 16h40 à 18h50 ;
- Pendant les vacances d'été : du lundi au vendredi de 15h55 à 18h25 et le week-end de 8h25 à 12h00 ;
- Pendant les vacances d'hiver : du lundi au vendredi de 15h30 à 18h40.

Anciennement, il existait aussi une case de 90 minutes, diffusée toute l'année le week-end, de 9h00 à 12h.

## Programmation

### Dessins animés
- Bunny Maloney (2011-2013)
- En grande forme (2011-2013)
- Foot 2 Rue (2011-2014)
- Galactik Football (2013)
- Il était une fois... notre Terre (2012)
- La Famille Delajungle (2012-2014)
- Le Club des 5 : Nouvelles Enquêtes (2011-2013)
- Léon (t)erreur de la savane (2014)
- Les Podcats (2012-2014)
- Les Sauvenature (2013)
- Linus et Boom (2011-2012)
- Master Hamsters (2013)
- Mikido (2012-2013)
- Mission invisible (2013)
- Mouss & Boubidi (2011)
- Sally Bollywood (2011-2014)
- Tak et le Pouvoir de Juju (2013)

### Séries télévisées
- H2O (2011-2012)
- La Guerre des Stevens (2012-2013)
- Lightning Point (2013-2014)
- Le Crash du vol 29 (2011-2012)
- Son altesse Alex (2013)

### Magazines
- Trop la pêche ! (2011-2012)

### Jeux
- Objectif aventure (2012)

### Téléfilms d'animation
- Mark Logan (2012)